# Česko-kapverdská obchodní komora
Česko-kapverdská obchodní komora (ČKOK) byla založena v květnu 2020 na základě iniciativy prezidentky Nadačního fondu Naděje Cabo Verde paní Mónica Sofia Duarte. Sídlo komory se nachází v centru Prahy na Václavském náměstí 777/12.
Cílem ČKOK je rozvoj obchodních vztahů mezi Českou republikou a Kapverdskou republikou. Za tímto účelem spolek spolupracuje s vládami obou zemí, jejími vysokými reprezentanty a významnými podnikateli.

## Historie
Původní myšlenkou vzniku komory bylo vytvořit instituci, která bude v České republice propagovat partnerství mezi Českou republikou a Kapverdskou republikou. Spolupráce mezi oběma zeměmi se datuje od 90. let a zaměřuje se na oblasti vysokoškolského vzdělávání, cestovního ruchu, zemědělství, životního prostředí a politických vztahů.

## Hlavní cíle ČKOK
Mezi hlavní cíle Česko-kapverdské obchodní společnosti patří:
- propagovat rozvoj podnikání mezi českými a kapverdskými společnostmi a podněcovat také nekomerční subjekty v jejich činnosti v souvislosti s oběma zeměmi
- podporovat a rozvíjet obchodní a kulturní spolupráci vytvářením prostoru pro komunikaci a diskusi o záležitostech společného zájmu
- úzce spolupracovat s dalšími organizacemi působícími v tomto sektoru
- pomáhat Českým občanům žijícím na Kapverdách a Kapverďanům v České republice zejména v komunikaci s úřady a výukou místního jazyka.

## Charitativní činnost
Česko-kapverdská obchodní komora se rovněž podílí na rozvojových a charitativních projektech. V této záležitosti úzce spolupracuje s nadační fondem Naděje Cabo Verde, jehož misí je zlepšovat budoucnost kapverdských dětí. Dále podpořili projekt školních autobusů pro kapverdské děti a momentálně spolupracuje na kampani "Build the Future", která má za cíl vybrat peníze na střešní tašky pro 100 kapverdských ohrožených rodin.

## Pomoc při první vlně koronavirové pandemie 2020
Během první vlny koronavirové pandemie na jaře 2020 Česko-kapverdská obchodní komora hrála důležitou roli jakožto hlavní partner české a kapverdské vlády ve věci nouzových odletů ze zemí, kde čeští občané pobývali jako turisté. Dále zajistili kapverdským občanům ochranné roušky, dezinfekce, ozonizéry a plicní ventilátory.